# Pelecopsis hamata
Pelecopsis hamata là một loài nhện trong họ Linyphiidae.
Loài này thuộc chi Pelecopsis. Pelecopsis hamata được Robert Bosmans miêu tả năm 1988.